# Rábatamási
Rábatamási is een plaats (község) en gemeente in het Hongaarse comitaat Győr-Moson-Sopron. Rábatamási telt 1029 inwoners (2007).

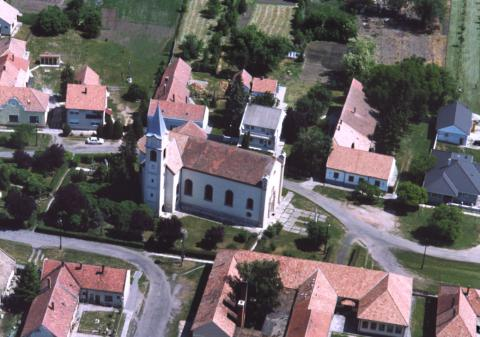
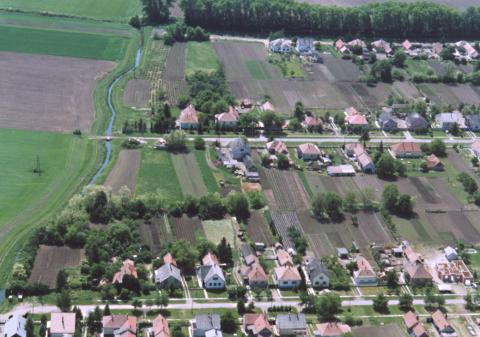